# Fengtan Shuiku
Fengtan Shuiku (kinesiska: 凤滩水库) är en reservoar i Kina. Den ligger i provinsen Hunan, i den södra delen av landet, omkring 290 kilometer väster om provinshuvudstaden Changsha. Fengtan Shuiku ligger 260 meter över havet. I omgivningarna runt Fengtan Shuiku växer i huvudsak blandskog.
Genomsnittlig årsnederbörd är 1 926 millimeter. Den regnigaste månaden är maj, med i genomsnitt 396 mm nederbörd, och den torraste är december, med 31 mm nederbörd.